# Криничувате (Кропивницький район)
Криничува́те — село в Україні, у Компаніївській селищній громаді Кропивницького району Кіровоградської області. До 2020 орган місцевого самоврядування — Нечаївська сільська рада.
Населення становить 141 особа.

## Історія
Станом на 1886 рік у колишньому власницькому селі Антонівсько-Шамівської волості Єлисаветградського повіту Херсонської губернії мешкало 371 особа, налічувалось 63 дворових господарства, існував винний склад.
За переписом 1897 року кількість мешканців зросла до 492 осіб (231 чоловічої статі та 261 — жіночої), з яких 491 — православної віри.

## Населення
Згідно з переписом УРСР 1989 року чисельність наявного населення села становила 90 осіб, з яких 31 чоловік та 59 жінок.
За переписом населення України 2001 року в селі мешкало 159 осіб.

### Мова
Розподіл населення за рідною мовою за даними перепису 2001 року:
| Мова       | Відсоток |
| ---------- | -------- |
| українська | 98,58 %  |
| російська  | 1,42 %   |